# American folk music revival

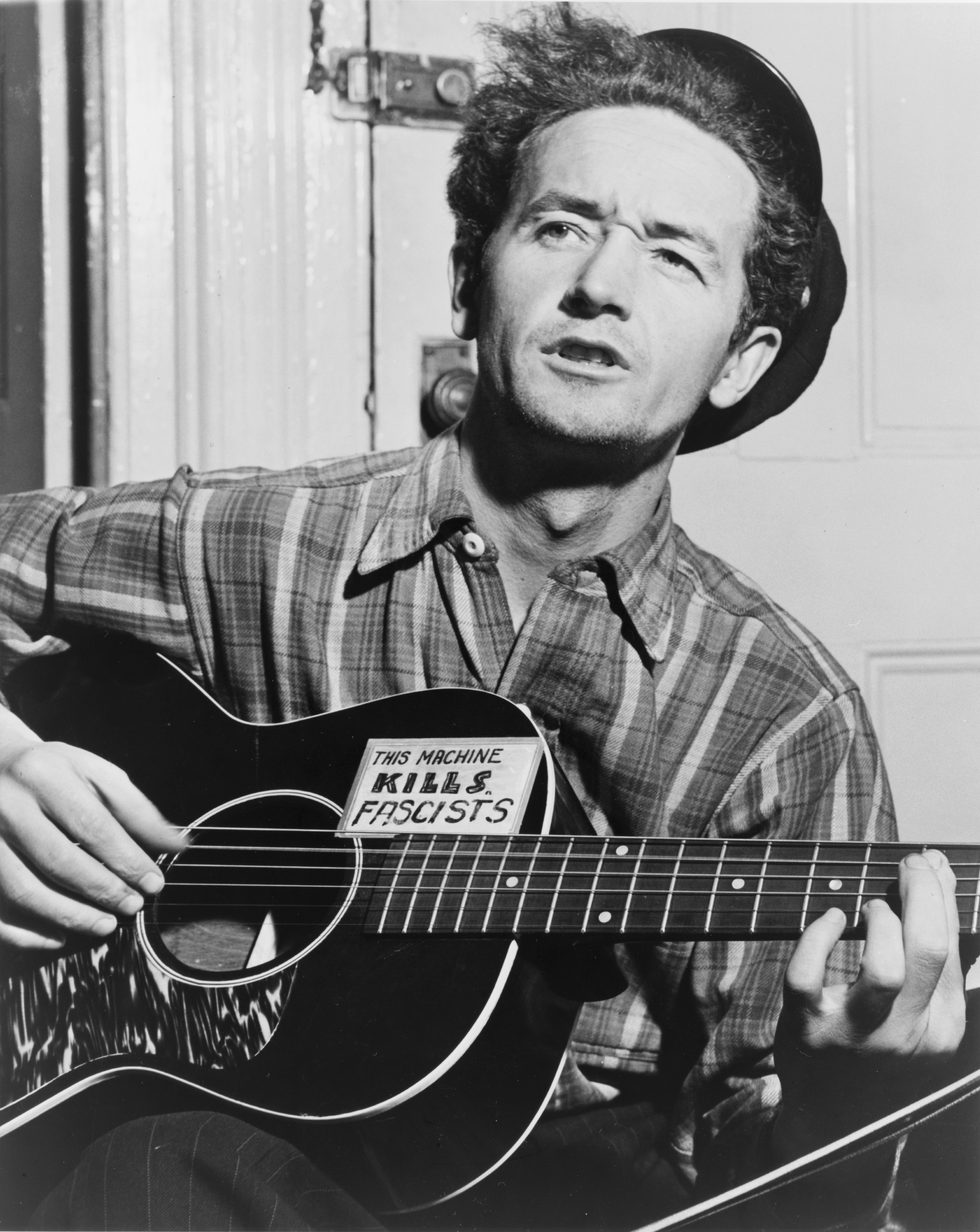
Cantautor Woody Guthrie emergió del Dust Bowl de Oklahoma y la Gran Depresión a mediados del siglo XX, con letras que reflejaban sus puntos de vista sobre ecología, pobreza y sindicalización, acompañadas de melodías que reflejaban los diversos géneros de la música folk estadounidense.

El american folk music revival comenzó durante la década de 1940 y alcanzó su apogeo en popularidad a mediados de la década de 1960. Los primeros intérpretes de música folk incluyeron a Woody Guthrie, Lead Belly, Pete Seeger, Ewan MacColl (Reino Unido), Richard Dyer-Bennet, Oscar Brand, Jean Ritchie, John Jacob Niles, Susan Reed, Mississippi John Hurt, Josh White y Cisco Houston. Lead Belly grabó "Cotton Fields" y "Goodnight, Irene" y la cantante folk Odetta lanzó álbumes folk. 
Nuevos músicos folk como Bob Dylan, Joan Baez, Judy Collins, Joni Mitchell, Phil Ochs, Peter, Paul & Mary y muchos otros grabaron canciones folk y nuevas composiciones en el estilo folk durante las décadas de 1960 y 1970. El american folk music revival también trajo consigo corrientes de música folk estadounidense que en tiempos anteriores habían contribuido al desarrollo de la música country, bluegrass, blues y rock and roll.

## Visión general

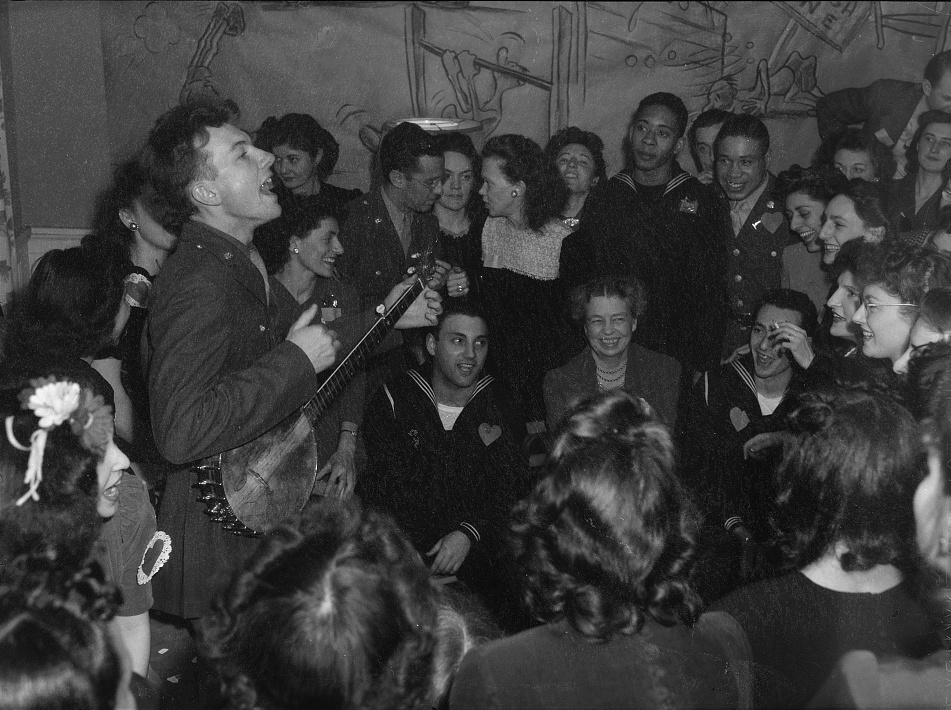
Pete Seeger entreteniendo a Eleanor Roosevelt, invitada de honor en una fiesta de San Valentín racialmente integrada para la apertura de un comedor para el United Federal Workers of America, un sindicato que representaba a empleados federales, en la entonces segregada Washington D. C. Fotografiado por Joseph Horne para la Office of War Information, 1944.

### Primeros años
El american folk music revival en Nueva York tuvo sus raíces en el renovado interés por el baile cuadrado y el baile folk en la década de 1940, promovido por instructores como Margot Mayo, lo que dio a músicos como Pete Seeger una exposición popular. El american folk music revival en general como fenómeno popular y comercial comienza con la carrera de The Weavers, formado en noviembre de 1948 por Pete Seeger, Lee Hays, Fred Hellerman y Ronnie Gilbert de People's Songs, del cual Seeger había sido presidente y Hays secretario ejecutivo.
People's Songs, que se disolvió en 1948-49, había sido una cámara de compensación para canciones del movimiento obrero (y en particular del CIO, que en ese momento era una de las pocas, si no la única, federaciones sindicales racialmente integradas), y en 1948 había volcado todos sus recursos a la fallida campaña presidencial del candidato del Partido Progresista Henry Wallace, un aficionado a la música folk (su compañero de fórmula era un cantante-guitarrista de música country). Hays y Seeger habían cantado juntos anteriormente como los activistas políticos Almanac Singers, grupo que fundaron en 1941 y cuyos miembros a menudo incluían a Woody Guthrie, Josh White, Lead Belly, Cisco Houston y Bess Lomax Hawes.
The Weavers tuvieron un gran éxito en 1950 con el sencillo de "Goodnight, Irene" de Lead Belly. Este fue número uno en las listas de Billboard durante trece semanas. En su cara B estaba "Tzena, Tzena, Tzena", una canción de baile israelí que alcanzó simultáneamente el número dos en las listas. A esto le siguió una serie de sencillos exitosos de The Weavers que vendieron millones, incluyendo "So Long It's Been Good to Know You" ("Dusty Old Dust") (de Woody Guthrie) y "Kisses Sweeter Than Wine".
La carrera de The Weavers terminó abruptamente cuando fueron eliminados del catálogo de Decca porque Pete Seeger había sido listado en la publicación Red Channels como probable subversivo. Las estaciones de radio se negaron a tocar sus discos y los lugares de conciertos cancelaron sus compromisos. Un antiguo empleado de People's Songs, [System: Harvey Matusow, quien había sido miembro del Partido Comunista, informó al FBI que los Weavers también eran comunistas, aunque Matusow luego se retractó y admitió que había mentido.
Pete Seeger y Lee Hays fueron llamados a testificar ante el Comité de Actividades Antiamericanas de la Cámara de Representantes en 1955. A pesar de esto, un concierto de reunión de los Weavers organizado por Harold Leventhal en Navidad de 1955 fue un gran éxito, y el álbum LP de Vanguard de ese concierto, lanzado en 1957, fue uno de los más vendidos de ese año, seguido de otros álbumes exitosos.
La música folk, que a menudo llevaba el estigma de asociaciones izquierdistas durante la caza de brujas de la década de 1950, fue llevada a la clandestinidad y sostenida por un puñado de artistas que lanzaban discos. Excluidos de los medios principales, artistas como Seeger se limitaron a actuar en escuelas y campamentos de verano, y la escena de la música folk se convirtió en un fenómeno asociado con un bohemianismo vagamente rebelde en lugares como Nueva York (especialmente Greenwich Village) y North Beach en San Francisco, y en los distritos universitarios de ciudades como Chicago, Gran Boston (especialmente Cambridge, Massachusetts), Denver, Minneapolis y otros lugares.

Ron Eyerman y Scott Baretta especulan que: 
«Es interesante considerar que, de no haber sido por las simpatías políticas explícitas de los Weavers y otros cantantes folk o, desde otra perspectiva, la histeria anticomunista de la Guerra Fría, la música folk probablemente habría entrado en la cultura estadounidense dominante con aún mayor fuerza a principios de la década de 1950, quizás haciendo redundante la segunda ola del american folk music revival casi una década después [es decir, en la década de 1960].»
El apagón mediático de intérpretes con supuestas simpatías o vínculos comunistas fue tan efectivo que Israel Young, un cronista del american folk music revival de la década de 1960 que se involucró en el movimiento a través de su interés por el baile folk, comunicó a Ron Eyerman que él mismo desconocía durante muchos años los antecedentes del movimiento en el activismo político de izquierda de las décadas de 1930 y principios de 1940.
En los primeros y mediados de la década de 1950, las canciones folk acompañadas de guitarra acústica se escuchaban principalmente en cafeterías, fiestas privadas, conciertos al aire libre, hootenannies y en conciertos en campus universitarios. A menudo asociada con la disidencia política, la música folk ahora se mezclaba, en cierta medida, con la escena de los beatniks, y los cantantes dedicados de canciones folk (así como material original influenciado por el folk) viajaban por lo que se llamó "el circuito de cafeterías" a través de los EE. UU. y Canadá, hogar también del jazz cool y recitales de poesía beatnik altamente personal. Dos cantantes de la década de 1950 que interpretaban material folk pero que cruzaron al mainstream fueron Odetta y Harry Belafonte, ambos cantaron material de Lead Belly y Josh White. Odetta, que se había formado como cantante de ópera, interpretó blues tradicionales, espirituales y canciones de Lead Belly. Belafonte tuvo éxitos con material de calipso jamaicano así como con la balada sentimental parecida a una canción folk "Scarlet Ribbons" (compuesta en 1949).

### Elamerican folk music revivalen su apogeo

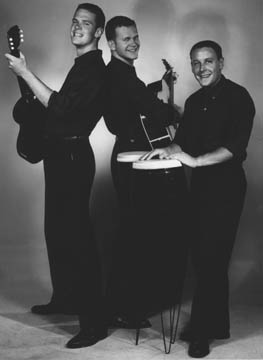
El Trío Kingston en 1958

The Kingston Trio, un grupo originado en la Costa Oeste, se inspiró directamente en los Weavers en su estilo y presentación y versionó parte de su material, que era predominantemente tradicional. The Kingston Trio evitó canciones abiertamente políticas o de protesta y cultivó una imagen colegial limpia. Fueron descubiertos mientras tocaban en un club universitario llamado Cracked Pot por Frank Werber, quien se convirtió en su mánager y les aseguró un contrato con Capitol Records.
Su primer éxito fue una versión reescrita de una balada de asesinato folk antigua, "Tom Dooley", que había sido cantada en el concierto fúnebre de Lead Belly. Esta alcanzó el disco de oro en 1958 y vendió más de tres millones de copias. El éxito del álbum y el sencillo le valió a The Kingston Trio un Premio Grammy por Mejor Interpretación Country y Western en la ceremonia inaugural de los premios en 1959. En ese momento, no existía una categoría de música folk en los Grammy.
El año siguiente, en gran parte como resultado del álbum The Kingston Trio y "Tom Dooley", la Academia Nacional de Artes y Ciencias de la Grabación instituyó una categoría folk y el Trío ganó el primer Premio Grammy a la Mejor Grabación Folk Étnica o Tradicional por su segundo álbum de estudio At Large. En un momento, The Kingston Trio tuvo cuatro discos al mismo tiempo entre los 10 álbumes más vendidos durante cinco semanas consecutivas en noviembre y diciembre de 1959 según la lista «Top LPs» de la revista Billboard, un récord que se mantuvo por más de 50 años y fue destacado en ese momento por una historia de portada en la revista Life.
El enorme éxito comercial de The Kingston Trio, cuyas grabaciones entre 1958 y 1961 generaron más de $25 millones para Capitol Records (equivalente a $255 millones en 2024) generó una gran cantidad de grupos similares en algunos aspectos como The Brothers Four, Peter, Paul and Mary, The Limeliters, The Chad Mitchell Trio, The New Christy Minstrels, The Highwaymen, y más. Como señaló el crítico Bruce Eder en la All Music Guide, la popularidad de la versión comercializada de la música folk representada por estos grupos animó a las compañías discográficas a firmar, grabar y promover artistas con sensibilidades más tradicionalistas y políticas.
La popularidad de The Kingston Trio sería seguida por la de Joan Baez, cuyo álbum debut Joan Baez alcanzó el top diez a finales de 1960 y permaneció en las listas de Billboard durante más de dos años. Los primeros álbumes de Baez contenían principalmente material tradicional, como la balada escocesa "Mary Hamilton", así como muchas versiones de melodías melancólicas que habían aparecido en la Anthology of American Folk Music de Harry Smith, como "The Wagoner's Lad" y "The Butcher Boy". No intentó imitar el estilo de canto de su material fuente, sino que usó una rica voz de soprano con vibrato. Su popularidad (y la del propio american folk music revival) llevaría a Baez a la portada de la revista Time en noviembre de 1962.
A diferencia de The Kingston Trio, Baez era abiertamente política, y a medida que el movimiento por los derechos civiles ganaba impulso, se alineó con Pete Seeger, Guthrie y otros. Baez fue una de las cantantes con Seeger, Josh White, Peter, Paul and Mary, y Bob Dylan que aparecieron en la Marcha sobre Washington de 1963 y cantaron "We Shall Overcome", una canción que había sido introducida por People's Songs. Harry Belafonte también estuvo presente en esa ocasión, al igual que Odetta, a quien Martin Luther King presentó como «la reina de la música folk» cuando cantó "Oh, Freedom". (Odetta Sings Folk Songs fue uno de los álbumes folk más vendidos de 1963). También estuvieron presentes los Freedom Singers de la SNCC, cuyo personal luego formó Sweet Honey in the Rock.
El papel crítico desempeñado por las canciones de libertad en las campañas de registro de votantes, los viajes por la libertad y las sentadas en los mostradores durante el Movimiento por los Derechos Civiles de finales de la década de 1950 y principios de la de 1960 en el Sur dio a la música folk una tremenda nueva visibilidad y prestigio. El movimiento por la paz también se vio energizado por el ascenso de la Campaña por el Desarme Nuclear en el Reino Unido, que protestaba contra las pruebas británicas de la bomba H en 1958, así como por la carrera armamentística en constante proliferación y la cada vez más impopular guerra de Vietnam.
El joven cantautor Bob Dylan, tocando guitarra acústica y armónica, había sido firmado y grabado para Columbia por el productor John Hammond en 1961. El disco de Dylan disfrutó de cierta popularidad entre los entusiastas de la música folk de Greenwich Village, pero fue «descubierto» por una audiencia mucho mayor cuando Peter, Paul & Mary tuvo un éxito con una versión de su canción «Blowin' in the Wind». Ese trío también llevó la canción de Pete Seeger y los Weavers «If I Had a Hammer» a audiencias nacionales, así como versiones de canciones de otros artistas como Oscar Brand y John Denver.
No pasó mucho tiempo antes de que la categoría de música folk incluyera material menos tradicional y creaciones más personales y poéticas de intérpretes individuales, que se autodenominaban «cantautores». Como resultado del éxito financiero de los artistas folk comerciales de alto perfil, las compañías discográficas comenzaron a producir y distribuir discos de una nueva generación de american folk music revival y cantautores—Phil Ochs, Tom Paxton, Eric von Schmidt, Buffy Sainte-Marie, Dave Van Ronk, Judy Collins, Tom Rush, Fred Neil, Gordon Lightfoot, Billy Ed Wheeler, John Denver, John Stewart, Arlo Guthrie, Harry Chapin y John Hartford, entre otros.
Estos cantantes frecuentemente se enorgullecían de interpretar material tradicional imitando el estilo de los cantantes fuente que habían descubierto, a menudo escuchando la compilación de LP de Harry Smith de grabaciones comerciales de 78 rpm olvidadas u oscuras de «raza» y «hillbilly» de los años 1920 y 1930, la Anthology of American Folk Music (1951). Varios de los artistas que habían hecho estas grabaciones antiguas aún estaban vivos y habían sido «redescubiertos» y llevados a los Festivales de Folk de Newport de 1963 y 1964. Por ejemplo, el tradicionalista Clarence Ashley presentó a los revivalistas folk a la música de sus amigos que aún tocaban activamente la música más antigua, como Doc Watson y The Stanley Brothers.

### Archivistas, coleccionistas y grabaciones reeditadas
Durante la década de 1950, la creciente multitud de música folk que se había desarrollado en los Estados Unidos comenzó a comprar discos de músicos tradicionales más antiguos de las colinas del sureste y de las ciudades internas urbanas. Nuevas compilaciones de LP de grabaciones de estudio de 78 rpm de raza y hillbilly que datan de los años 1920 y 1930 fueron publicadas por sellos discográficos importantes. El mercado en expansión de discos LP aumentó la disponibilidad de grabaciones de campo de música folk originalmente hechas por John y Alan Lomax, Kenneth S. Goldstein, y otros coleccionistas durante la era del New Deal de los años 1930 y 1940.
Pequeños sellos discográficos, como Yazoo Records, surgieron para distribuir grabaciones reeditadas y hacer nuevas grabaciones de los sobrevivientes entre estos artistas. Así fue como muchas audiencias urbanas blancas de las décadas de 1950 y 1960 escucharon por primera vez blues rural y especialmente blues del Delta que habían sido grabados por artistas folk de Misisipi 30 o 40 años antes.
En 1952, Folkways Records lanzó la Anthology of American Folk Music, compilada por el antropólogo y cineasta experimental Harry Smith. La Antología presentó 84 canciones de artistas country y blues tradicionales, inicialmente grabadas entre 1927 y 1932, y se le atribuyó haber hecho accesible una gran cantidad de material de antes de la guerra a músicos más jóvenes. (La Antología fue relanzada en CD en 1997, y Smith fue presentado póstumamente con un Premio Grammy por su logro en 1991.)
Artistas como The Carter Family, Robert Johnson, Blind Lemon Jefferson, Clarence Ashley, Buell Kazee, Uncle Dave Macon, Mississippi John Hurt, y The Stanley Brothers, así como Jimmie Rodgers, el Reverendo Gary Davis, y Bill Monroe llegaron a tener algo más que una reputación regional o étnica. El american folk music revival reveló una enorme riqueza y diversidad de música y la difundió a través de programas de radio y tiendas de discos.
Representantes vivos de algunas de las variadas tradiciones regionales y étnicas, incluidos intérpretes más jóvenes como la cantante tradicional del sur Jean Ritchie, quien había comenzado a grabar en la década de 1940, también disfrutaron de un resurgimiento de popularidad a través del creciente descubrimiento de esta música por parte de los entusiastas y aparecieron regularmente en festivales folk.

### Música folk étnica
La música folk étnica de otros países también tuvo un auge durante el american folk music revival. Los intérpretes étnicos más exitosos del american folk music revival fueron los cantantes folk de Greenwich Village, The Clancy Brothers and Tommy Makem, a quienes la revista Billboard listó como los undécimos músicos folk más vendidos en los Estados Unidos. El grupo, compuesto por Paddy Clancy, Tom Clancy, Liam Clancy, y Tommy Makem, cantaba predominantemente canciones folk irlandesas en inglés, así como alguna canción ocasional en gaélico irlandés.
Paddy Clancy también fundó y dirigió el sello discográfico de música folk Tradition Records, que produjo el primer LP en solitario de Odetta y llevó inicialmente a Carolyn Hester a la prominencia nacional. Pete Seeger tocó el banjo en su álbum nominado al Grammy de 1961, A Spontaneous Performance Recording, y Bob Dylan luego citó al grupo como una gran influencia en él. The Clancy Brothers and Tommy Makem también desencadenaron un auge de la música folk en Irlanda a mediados de la década de 1960, ilustrando los efectos mundiales delamerican folk music revival.
Libros como el popular éxito de ventas Fireside Book of Folk Songs (1947), que contribuyó al renacimiento de la canción folk, presentaban algo de material en idiomas distintos al inglés, incluyendo alemán, español, italiano, francés, yidis y ruso. Los repertorios de Theodore Bikel, Marais y Miranda, y Martha Schlamme también incluían material hebreo y judío, así como afrikáans. El primer gran éxito de los Weavers, el lado B de "Good Night Irene"de Lead Belly y un éxito de ventas por derecho propio, fue en hebreo ("Tzena, Tzena, Tzena") y tanto ellos como, más tarde, Joan Baez, de ascendencia mexicana, incluyeron ocasionalmente material en español, así como canciones de África, India y otros lugares.
El american folk music revival orientado comercialmente, tal como existía en cafeterías, salas de conciertos, radio y televisión, era predominantemente un fenómeno en inglés, aunque muchos de los principales grupos pop-folk, como The Kingston Trio, Peter, Paul and Mary, The Chad Mitchell Trio, The Limeliters, The Brothers Four, The Highwaymen, y otros, presentaban canciones en español (a menudo de México), lenguas polinesias, ruso, francés y otros idiomas en sus grabaciones y actuaciones. Estos grupos también cantaban muchas canciones en inglés de origen extranjero.

### El rock absorbe al folk
La Invasión británica de mediados de la década de 1960 ayudó a poner fin a la popularidad mainstream de la música folk estadounidense, ya que una ola de bandas británicas abrumó la mayor parte de la escena musical estadounidense, incluyendo el folk. El folk fue desproporcionadamente perjudicado por la Invasión; mientras que otros actos y categorías fueron al menos temporalmente perjudicados por la Invasión, los actos de american folk music revival sufrieron el daño más severo y permanente a sus carreras más directamente debido a ello, sin los factores de confusión que enfrentaron otras víctimas. Irónicamente, las raíces de la Invasión Británica estaban en el folk estadounidense, específicamente una variante conocida como skiffle popularizada por Lonnie Donegan; sin embargo, la mayoría de las bandas de la Invasión Británica habían sido extensamente influenciadas por el rock and roll para cuando su música llegó a los Estados Unidos y tenían poca semejanza con sus orígenes folk.
Después de que Bob Dylan comenzó a grabar con una sección rítmica de rock y instrumentos eléctricos en 1965 (véase Electric Dylan controversy), muchos otros artistas folk aún jóvenes siguieron su ejemplo. Mientras tanto, bandas como The Lovin' Spoonful y The Byrds, cuyos miembros individuales a menudo tenían antecedentes en la escena de cafeterías de american folk music revival, estaban obteniendo contratos de grabación con música influenciada por el folk tocada con una alineación de banda de rock. No pasó mucho tiempo antes de que el apetito del público por la música más acústica del american folk music revival comenzara a disminuir.
Los éxitos «crossover» (canciones folk que se convirtieron en pilares de la escena musical de rock) ocurrieron de vez en cuando. Un ejemplo bien conocido es la canción «Hey Joe», con derechos de autor del artista folk Billy Roberts y grabada por el cantante/guitarrista de rock Jimi Hendrix justo cuando estaba a punto de alcanzar el estrellato en 1967. El himno "Woodstock", que fue escrito y cantado por primera vez por Joni Mitchell mientras sus discos aún eran casi completamente acústicos y mientras era etiquetada como «cantante folk», se convirtió en un sencillo exitoso para Crosby, Stills, Nash & Young cuando el grupo grabó una versión completamente rock.

### Legado
A finales de la década de 1960, la escena había vuelto a ser más bien un fenómeno de aficionados de bajo perfil, aunque se establecieron festivales anuales de música acústica de gran tamaño en muchas partes de América del Norte durante este período. La escena de cafeterías de música acústica sobrevivió a una escala reducida. A través de los luminosos cantautores jóvenes de la década de 1960, el american folk music revival ha influido en la composición de canciones y estilos musicales en todo el mundo.

## Figuras principales
- Woody Guthrie cantante-compositor y músico folk estadounidense cuyo legado musical incluye cientos de canciones políticas, tradicionales y infantiles, baladas y obras improvisadas. A menudo actuaba con el lema «Esta máquina mata fascistas» mostrado en su guitarra. Su canción más conocida es «This Land Is Your Land». Muchas de sus canciones grabadas están archivadas en la Biblioteca del Congreso.[34] En la década de 1930, Guthrie viajó con trabajadores migrantes de Oklahoma a California mientras aprendía, reescribía e interpretaba canciones folk y blues tradicionales en el camino. Muchas de las canciones que compuso trataban sobre sus experiencias en la era del Dust Bowl durante la Gran Depresión, lo que le valió el apodo de «el Baladista del Dust Bowl».[35] A lo largo de su vida, Guthrie estuvo asociado con grupos comunistas estadounidenses, aunque nunca se unió formalmente al Partido.[36] Durante sus últimos años, Guthrie sirvió como un líder prominente en el movimiento folk, proporcionando inspiración a una generación de nuevos músicos folk, incluyendo relaciones de mentoría con Ramblin' Jack Elliott y Bob Dylan. Cantautores como Dylan, Phil Ochs, Bruce Springsteen, Pete Seeger, Joe Strummer y Tom Paxton han reconocido su deuda con Guthrie como influencia. El hijo de Guthrie, Arlo, irrumpió en la escena folk cerca del final de la vida de Woody y tuvo un éxito significativo por su cuenta.
- The Almanac Singers Los miembros de Almanac Millard Lampell, Lee Hays, Pete Seeger y Woody Guthrie comenzaron a tocar juntos informalmente en 1940; los Almanac Singers se formaron en diciembre de 1940.[36] Inventaron un estilo de interpretación dinámico y enérgico, basado en lo que consideraban lo mejor de la música de bandas de cuerdas country estadounidenses, blancas y negras. Evolucionaron hacia una música temática controvertida. Dos de los miembros regulares del grupo, Pete Seeger y Lee Hays, más tarde se convirtieron en miembros fundadores de The Weavers.
- Burl Ives – de joven, Ives abandonó la universidad para viajar como cantante itinerante durante los primeros años de la década de 1930, ganándose la vida con trabajos ocasionales y tocando su guitarra y banjo. En 1930 tuvo una breve carrera radial local en la radio WBOW en Terre Haute, Indiana, y en la década de 1940 tuvo su propio programa de radio The Wayfaring Stranger, titulado por una de las baladas que cantaba. El programa fue muy popular, y en 1946 Ives fue elegido como un vaquero cantante en la película Smoky. Ives continuó interpretando papeles en otras películas populares también. Su primer libro, también titulado The Wayfaring Stranger, fue publicado en 1948.
- Pete Seeger había conocido y sido influenciado por muchos músicos folk importantes y cantautores con raíces folk como Woody Guthrie y Lead Belly. Seeger tuvo involucramientos con el movimiento obrero, y conoció a Guthrie en un concierto para trabajadores migrantes de «Grapes of Wrath» el 3 de marzo de 1940, y los dos comenzaron una colaboración musical que incluyó a los Almanac Singers. En 1948, Seeger escribió la primera versión de su ahora clásico How to Play the Five-String Banjo, un libro instructivo que muchos intérpretes de banjo acreditan por haberlos iniciado en el instrumento.
- The Weavers fueron formados en 1947 por Seeger, Ronnie Gilbert, Lee Hays y Fred Hellerman. Después de debutar en el Village Vanguard en Nueva York en 1948, fueron descubiertos por el arreglista Gordon Jenkins y firmaron con Decca Records, lanzando una serie de canciones individuales exitosas pero fuertemente orquestadas. Las asociaciones políticas del grupo en la era de la caza de brujas los obligaron a disolverse en 1952; se reformaron en 1955 con una serie de conciertos exitosos y grabaciones de álbumes en Vanguard Records. Un quinto miembro, Erik Darling, a veces participaba con el grupo cuando Seeger no estaba disponible y finalmente reemplazó a Seeger en The Weavers cuando este último renunció al cuarteto en una disputa sobre su comercialismo en general y su acuerdo específico para grabar un comercial de cigarrillos.[37]
- Josh White fue un auténtico cantante de blues rural y música folk, un hombre que había nacido en condiciones de pobreza extrema en Carolina del Sur durante los años de Jim Crow. Como joven cantante negro, inicialmente fue apodado «el Cristiano Cantor» (cantó algunas canciones góspel y era hijo de un predicador), pero también grabó canciones de blues bajo el nombre de Pinewood Tom. Más tarde descubierto por John H. Hammond y preparado tanto para actuaciones en escenarios como para una carrera de grabación con un sello importante, su repertorio se amplió para incluir blues urbano, jazz y selecciones de un amplio repertorio folk, además de blues rural y góspel. White ganó un seguimiento muy amplio en la década de 1940 y tuvo una enorme influencia en artistas y grupos de blues posteriores, así como en la escena general de la música folk. Sus posturas a favor de la justicia y los derechos civiles provocaron un trato duro durante la sospechosa era del HUAC, dañando gravemente su carrera como intérprete en la década de 1950 y manteniéndolo fuera de la televisión hasta 1963. Sin embargo, en los círculos de música folk, mantuvo el respeto y fue admirado tanto como un héroe musical como un vínculo con las tradiciones de blues rural y góspel del sur.
- Harry Belafonte, otro intérprete influyente inspirado en parte por Paul Robeson, comenzó su carrera como cantante de club en Nueva York para pagar sus clases de actuación. En 1952, firmó un contrato con RCA Victor y lanzó su primer álbum discográfico, Mark Twain and Other Folk Favorites. Su álbum revolucionario Calypso (1956) fue el primer LP en vender más de un millón de copias. El álbum pasó 31 semanas en el número uno, 58 semanas en el top diez y 99 semanas en las listas de EE. UU. Introdujo a las audiencias estadounidenses a la música de calipso, y Belafonte fue apodado el «Rey del Calipso». Belafonte continuó grabando en muchos géneros, incluyendo blues, música folk estadounidense, música góspel, y más. Odetta cantó "Water Boy" y realizó un dúo con Belafonte de "There's a Hole in My Bucket" que alcanzó las listas nacionales en 1961.[38]
- Odetta Holmes – Comenzando en 1953, los cantantes Odetta y Larry Mohr grabaron algunas canciones, con el LP lanzado en 1954 como Odetta and Larry, un álbum que fue parcialmente grabado en vivo en el bar Tin Angel de San Francisco. Odetta disfrutó de una larga y respetada carrera, con un repertorio de canciones tradicionales (por ejemplo, espirituales) y blues hasta su muerte en 2008, conocida como «la Voz del Movimiento por los Derechos Civiles» y «la Reina de la Música Folk Estadounidense» (Martin Luther King Jr.).[38]
- The Kingston Trio se formó en 1957 en el área de Palo Alto, California por Bob Shane, Nick Reynolds y Dave Guard, quienes acababan de salir de la universidad. Fueron muy influenciados por los Weavers, los sonidos de calipso de Belafonte y otros artistas folk semi-pop como los Gateway Singers y The Tarriers. El impacto inesperado y sorprendente de su disco exitoso "Tom Dooley" (que vendió casi cuatro millones de unidades y a menudo se acredita con iniciar el aspecto de la música pop del american folk music revival)[39] y la popularidad y ventas de álbumes sin precedentes de este grupo de 1957 a 1963, incluyendo catorce top diez y cinco números uno en las listas de Billboard,[40] fueron factores significativos en la creación de una audiencia comercial y mainstream para la música de estilo folk donde antes apenas había existido.[20] El éxito de The Kingston Trio fue seguido por otros actos pop-folk muy exitosos de los años 60, como The Limeliters y The Highwaymen (cuya versión de «Michael, Row the Boat Ashore» alcanzó el número 1 en la lista de éxitos de EE. UU. en septiembre de 1961).
- Dave Van Ronk fue un pilar de la escena, el llamado «Alcalde de la calle Macdougal». Fue mentor e inspiración para Tom Paxton, Christine Lavin, Joni Mitchell, Ramblin' Jack Elliott y Bob Dylan (quien describió a Van Ronk como «el rey que reinaba supremo» en el Village)[41]
- The Brothers Four: Su primer álbum, The Brothers Four, lanzado hacia finales del año, alcanzó el top 20. Otros puntos destacados de su carrera temprana incluyeron cantar su cuarto sencillo, «The Green Leaves of Summer», de la película de John Wayne El Álamo, en los Premios de la Academia de 1961. Su tercer álbum, BMOC: Best Music On/Off Campus, fue un LP top 10. También grabaron la canción principal para la película de Hollywood Five Weeks in a Balloon en 1962 y la canción temática para la serie de televisión de ABC Hootenanny.
- Phil Ochs es más conocido por sus canciones temáticas como «I Ain't Marching Anymore» y «Draft Dodger Rag», pero también puede ser acreditado como una de las figuras principales en el movimiento contra la guerra durante la guerra de Vietnam. Ochs inició un mitin en Los Ángeles y escribió War is Over detallando la causa. También escribió melodías más suaves y poéticas como «When I'm Gone» y «Changes».
- Joan Baez comenzó su carrera en 1958 en Cambridge, Massachusetts, donde a los 17 dio su primer concierto en una cafetería. Fue invitada a actuar en el Festival de Folk de Newport de 1959 por la estrella pop-folk Bob Gibson, tras lo cual Baez fue a veces llamada «la Madonna descalza», ganando renombre por su voz clara y su rango de tres octavas. Grabó su primer álbum para un sello establecido al año siguiente – una colección de lamentos y baladas folk tradicionales de las Islas Británicas, acompañando las canciones con guitarra. Su segundo LP alcanzó el disco de oro, al igual que sus siguientes álbumes (en vivo). Uno de los discos incluyó su interpretación de una canción del entonces desconocido Bob Dylan. A principios de la década de 1960, Baez se trasladó al frente del american folk music revival. Cada vez más, sus convicciones personales – paz, justicia social, antipobreza – se reflejaban en las canciones temáticas que constituían una parte creciente de su repertorio, hasta el punto de que Baez se convirtió en un símbolo de estas preocupaciones particulares.
- Bob Dylan a menudo actuaba y a veces giraba con Joan Baez, comenzando cuando ella era una cantante principalmente de canciones tradicionales. A medida que Baez adoptó algunas de las canciones de Dylan en su repertorio e introdujo a Dylan a sus ávidas audiencias, ayudó al joven compositor a obtener un reconocimiento inicial. Para cuando Dylan grabó su primer LP (1962), había desarrollado un estilo que recordaba a Woody Guthrie. Comenzó a escribir canciones que capturaban el estado de ánimo «progresista» en los campus universitarios y en las cafeterías. Aunque para 1964 había muchos nuevos cantautores que tocaban la guitarra, es discutible que Dylan eventualmente se convirtió en el más popular de estos intérpretes de american folk music revival más jóvenes.
- Peter, Paul and Mary debutó a principios de la década de 1960 y fue un trío estadounidense que finalmente se convirtió en uno de los mayores actos musicales de la década de 1960. El trío estaba compuesto por Peter Yarrow, Paul Stookey y Mary Travers. Fueron uno de los principales portadores de la música de comentario social en esa década. Durante la década de 1960, ganaron cinco Premios Grammy. A medida que pasaba la década, su música incorporó más elementos de pop y rock.
- Judy Collins, a veces conocida como «Judy Blue Eyes» debutó a principios de la década de 1960. Al principio, cantaba canciones folk tradicionales o canciones escritas por otros – en particular los poetas de protesta de la época, como Tom Paxton, Phil Ochs y Bob Dylan. También grabó sus propias versiones de canciones importantes del período, como «Mr. Tambourine Man» de Dylan, «Someday Soon» de Ian Tyson, y «Turn, Turn, Turn» de Pete Seeger. Collins finalmente comenzó a escribir sus propias canciones, varias de las cuales se convirtieron en éxitos tanto para ella como para otros artistas.
- The Smothers Brothers, compuesto por Tom y Dick Smothers, utilizaron la comedia para promover la música folk en su serie de variedades de CBS-TV (1967–1969), junto con la protesta social contra la guerra de Vietnam, entre otros. Tuvieron muchos invitados musicales notables como el cantante folk en la lista negra Pete Seeger.

### Galería

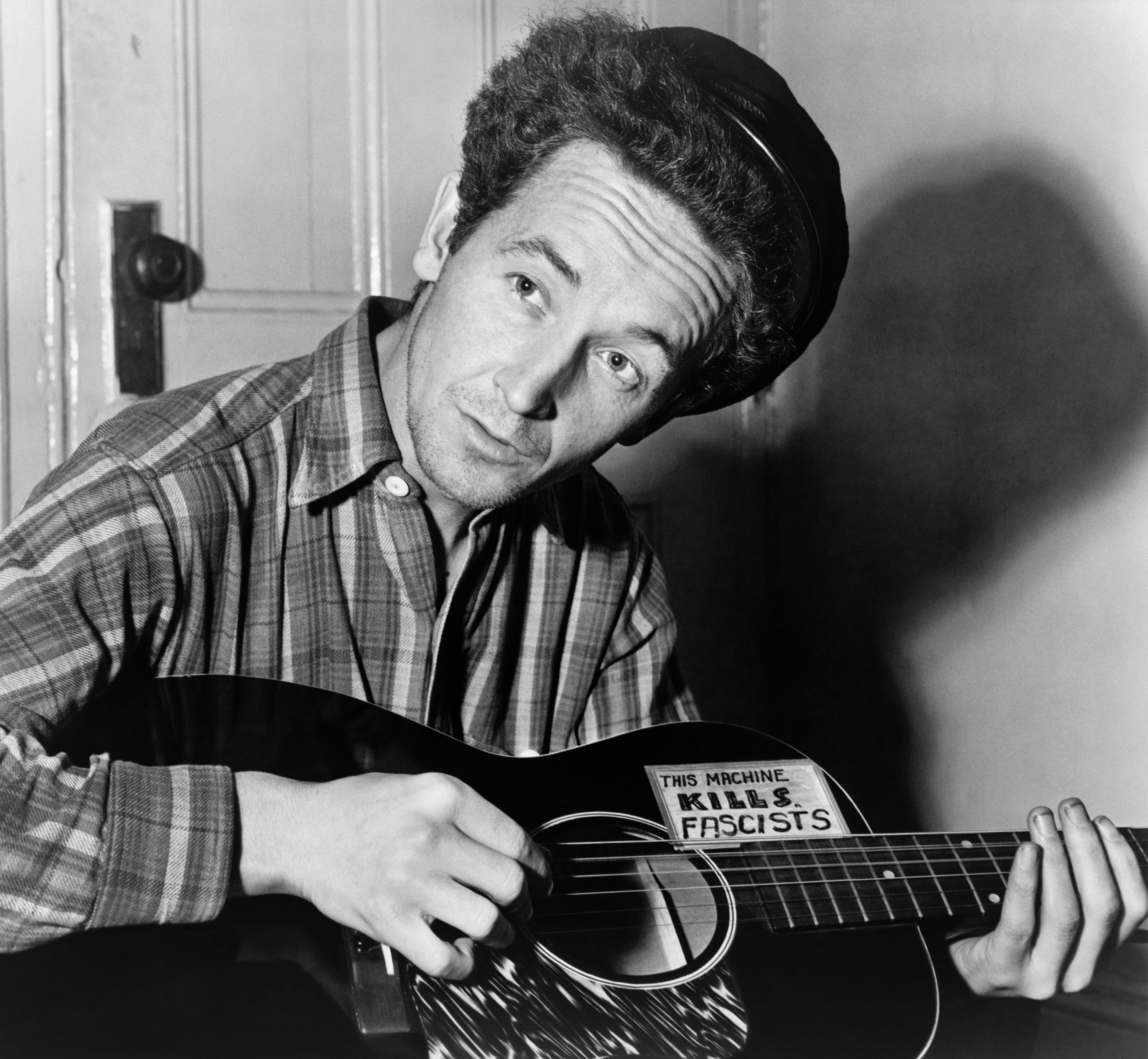
Woody Guthrie en 1943
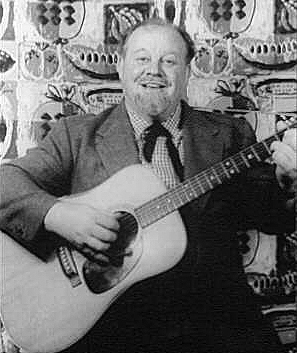
Burl Ives en 1955
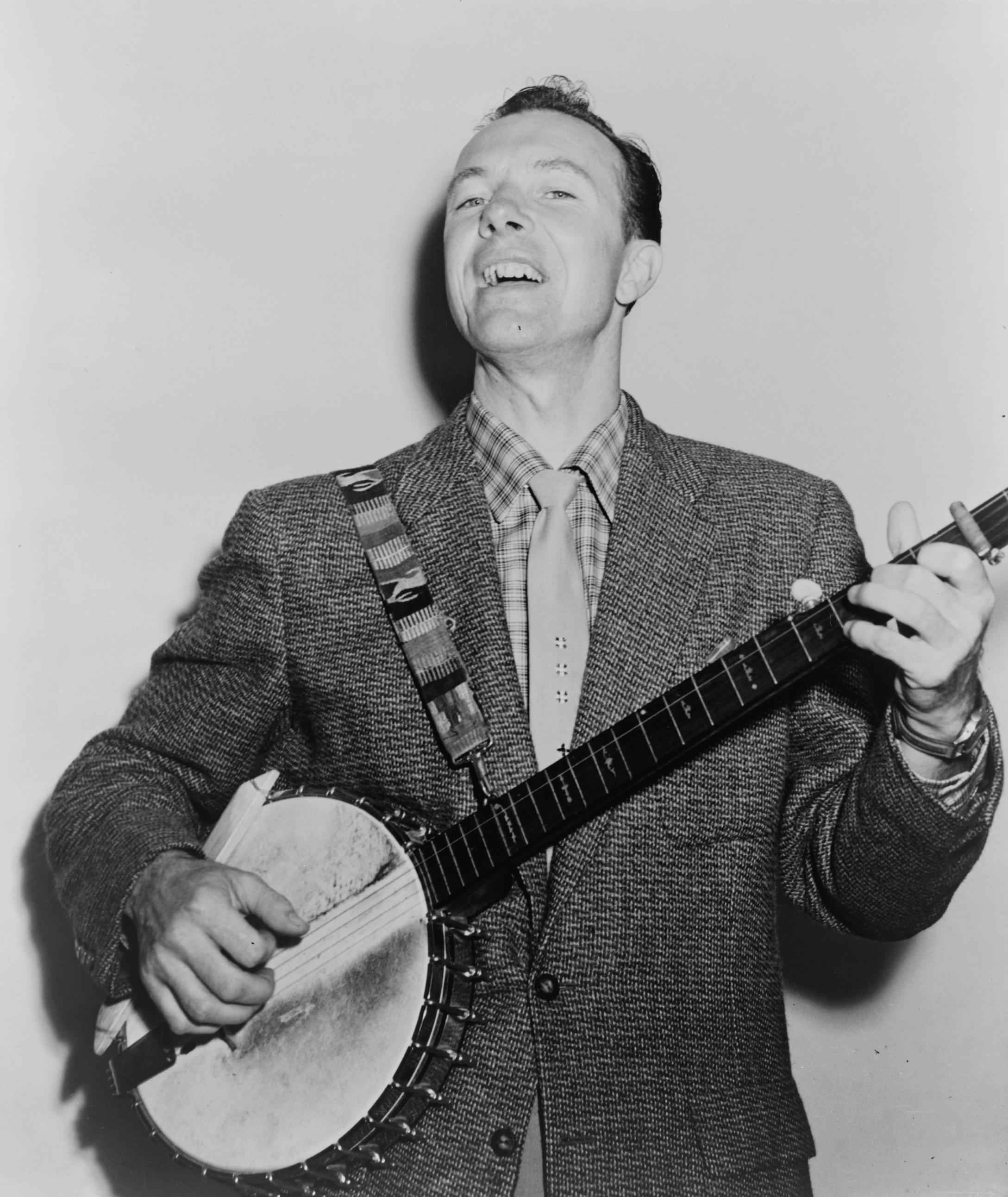
Pete Seeger en 1955
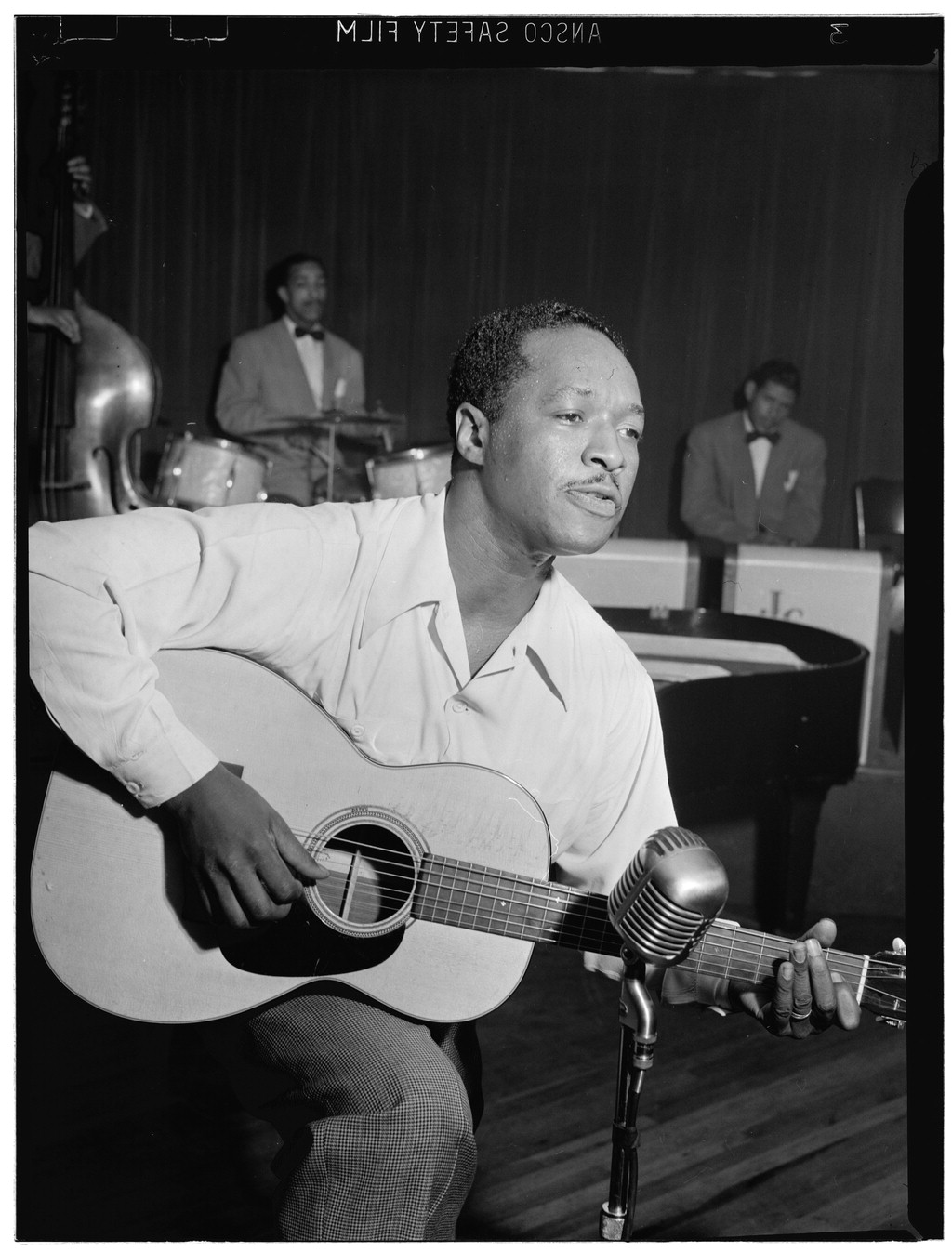
Josh White, Café Society (Downtown), Nueva York, N.Y., c. junio de 1946
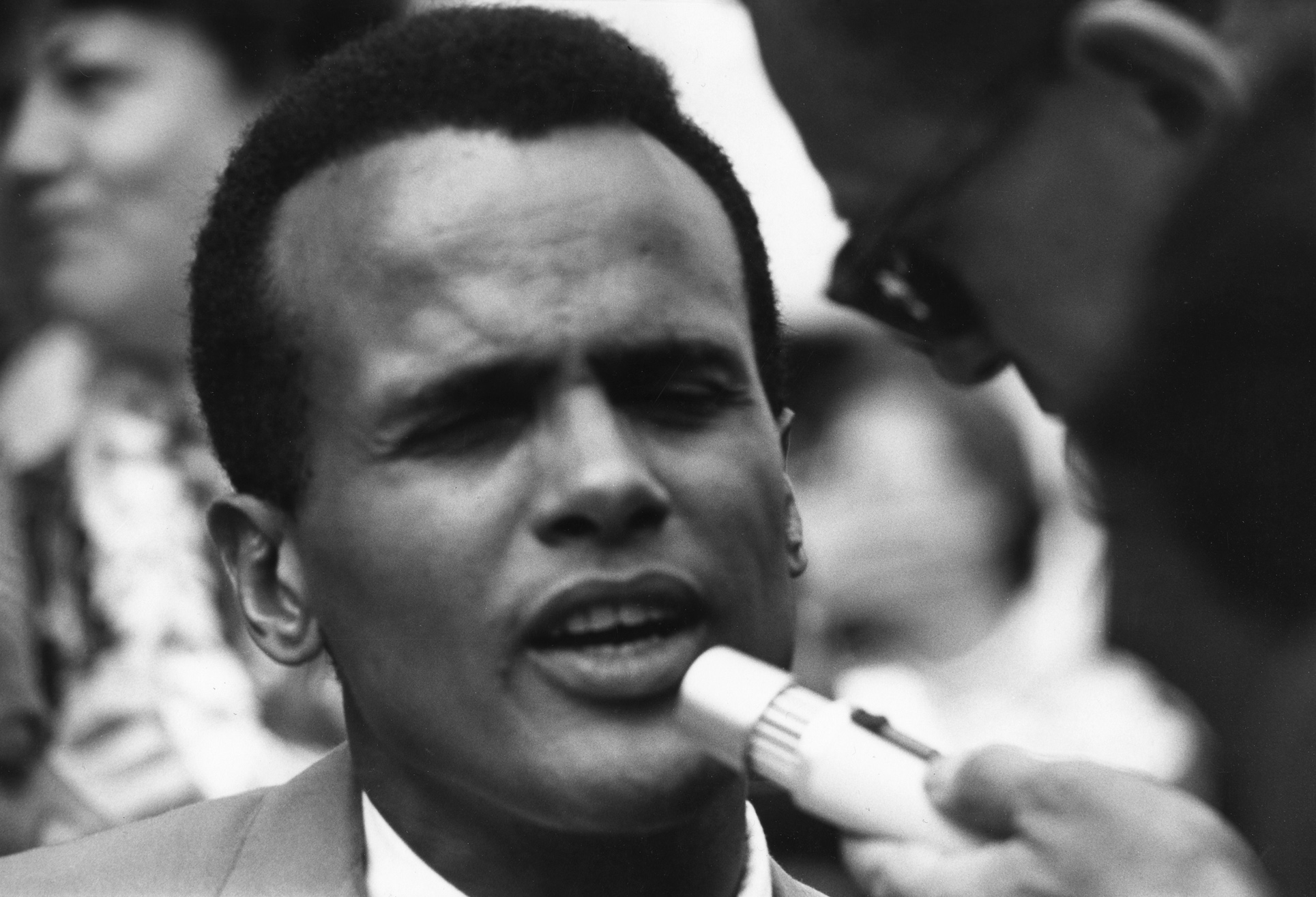
Harry Belafonte hablando en la Marcha por los Derechos Civiles en Washington, D.C. de 1963
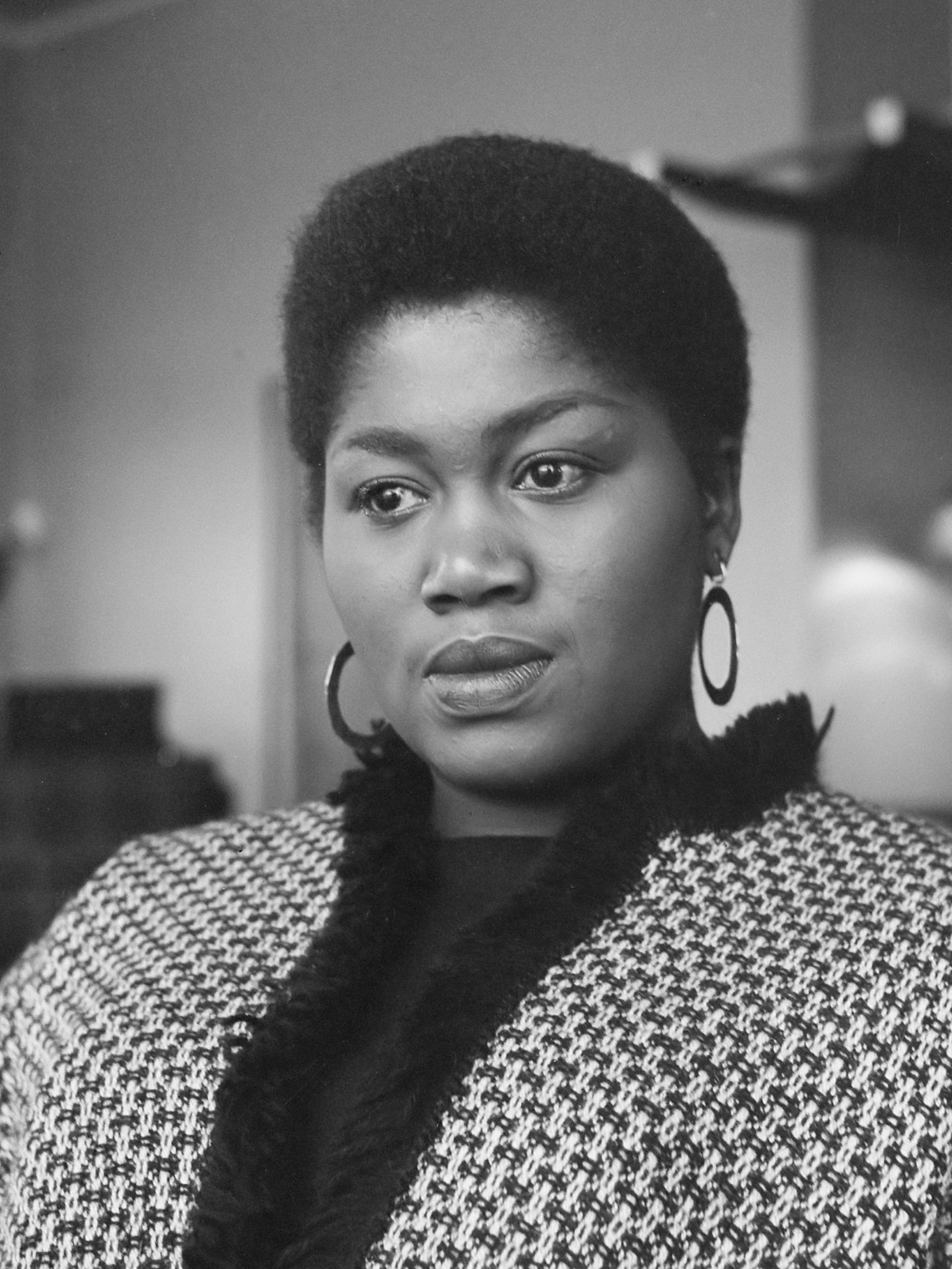
Odetta, 1961
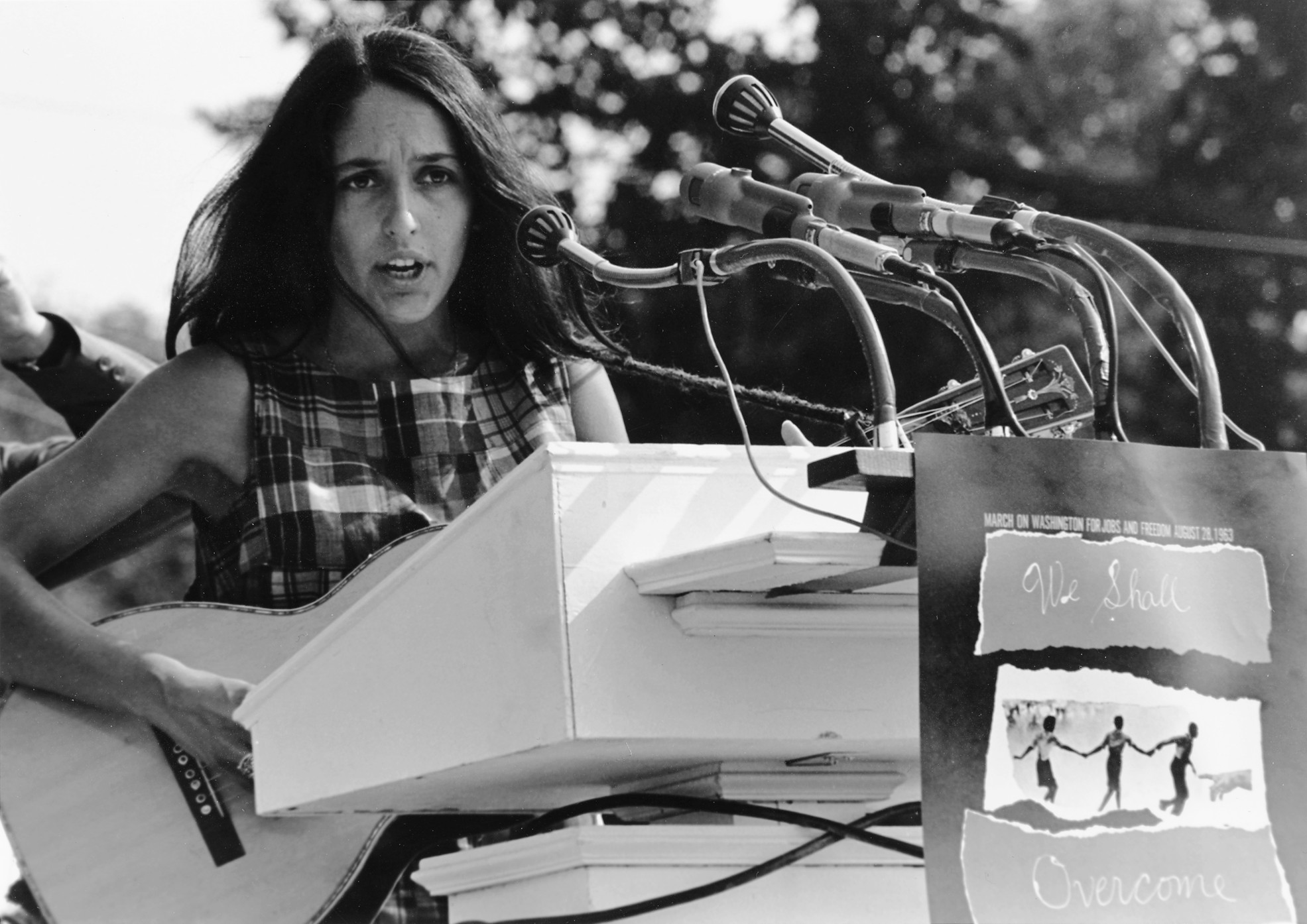
Joan Baez actuando en la Marcha sobre Washington en agosto de 1963
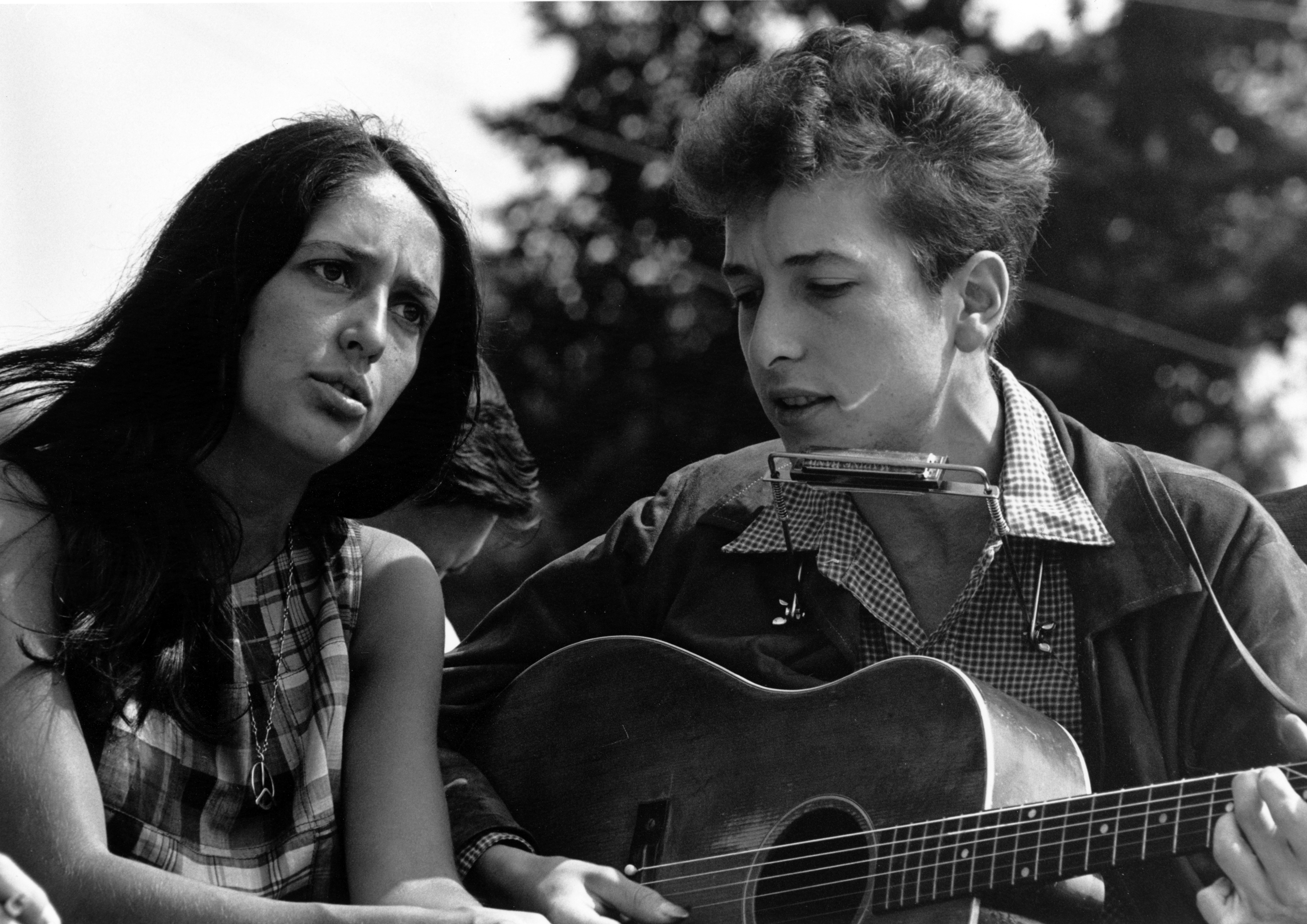
Joan Baez y Bob Dylan en la Marcha sobre Washington, 1963
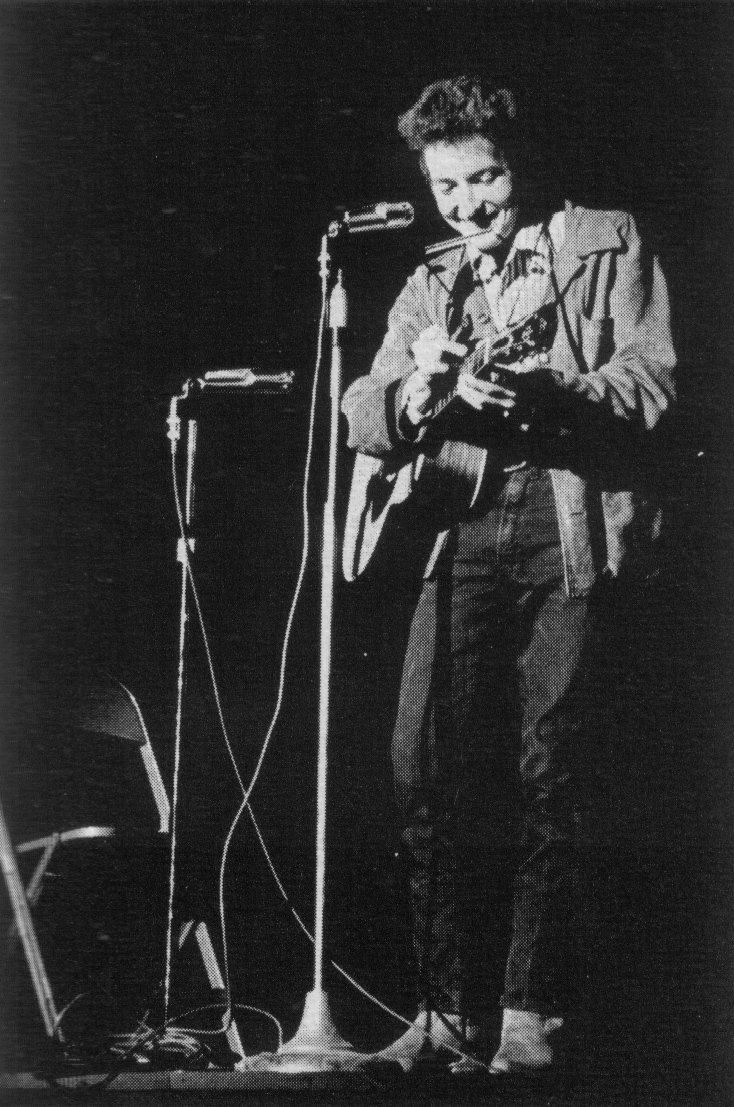
Bob Dylan en noviembre de 1963
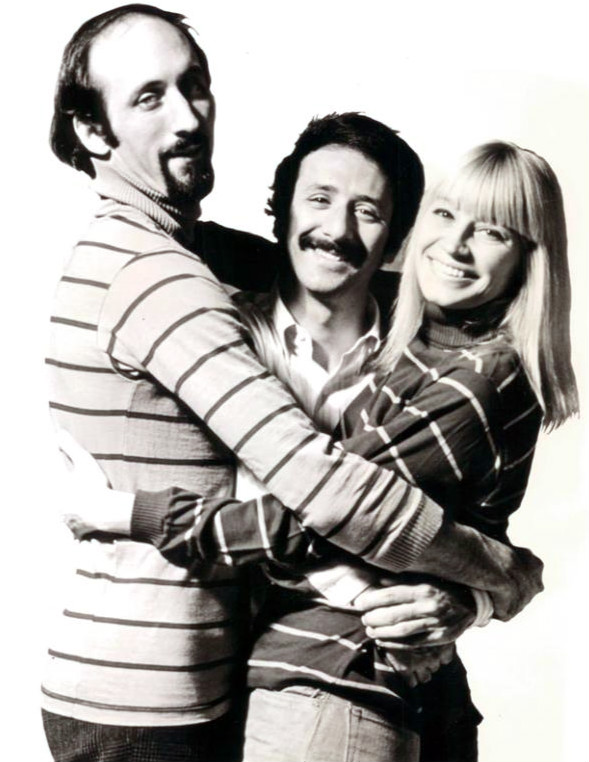
Peter, Paul and Mary
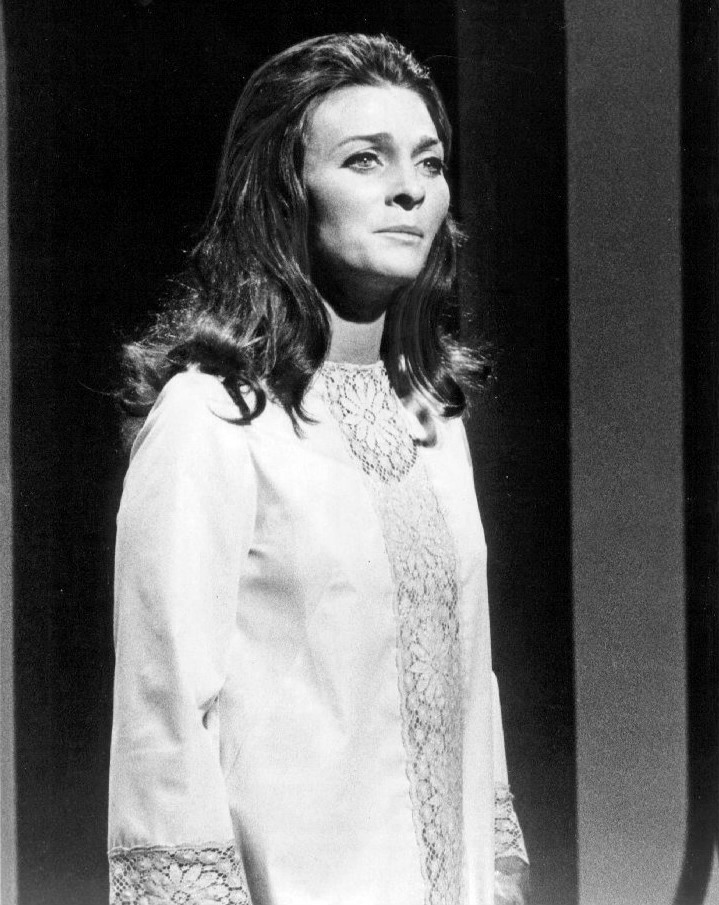
Judy Collins actuando en The Smothers Brothers Comedy Hour, 1967
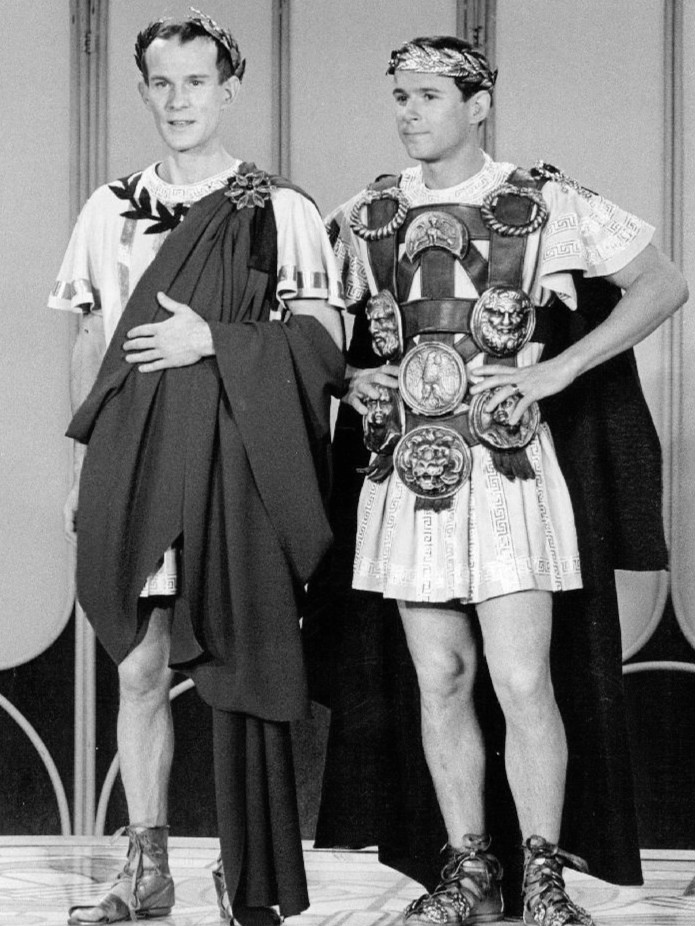
The Smothers Brothers en 1967

### Otros intérpretes
- Eric Andersen
- Leon Bibb
- David Blue
- David Bromberg
- Bud & Travis
- Guy Carawan
- Johnny Cash
- Harry Chapin
- Sam Charters
- Guy Clark
- Paul Clayton
- John Cohen
- Leonard Cohen
- Shawn Colvin
- Elizabeth Cotten
- Karen Dalton
- Barbara Dane
- Erik Darling
- John Denver
- Donovan
- Ramblin' Jack Elliott
- Logan English
- Even Dozen Jug Band
- Mimi Fariña
- Richard Fariña
- Jackson C. Frank
- The Freedom Singers
- Gale Garnett
- Gateway Singers
- Bob Gibson
- Cynthia Gooding
- The Greenbriar Boys
- David Grisman
- Stefan Grossman
- John P. Hammond
- Tim Hardin
- Richie Havens
- Lee Hays
- John Herald
- Carolyn Hester
- Joe Hickerson
- The Highwaymen (banda folk)
- David Holt (músico)
- The Holy Modal Rounders
- Cisco Houston
- Janis Ian
- Skip James
- Joe and Eddie
- Lisa Kindred
- Kossoy Sisters
- Peter La Farge
- Bruce Langhorne
- Gordon Lightfoot
- The Lovin' Spoonful
- Ewan MacColl
- Ed McCurdy
- Roger McGuinn
- Maria Muldaur
- Geoff Muldaur
- Jo Mapes
- Joni Mitchell
- Bob Neuwirth
- New Lost City Ramblers
- Tom Paxton
- Malvina Reynolds
- Fritz Richmond
- Gil Robbins
- The Rooftop Singers
- Dick Rosmini
- Tom Rush
- Tony Saletan
- John Sebastian
- Mike Seeger
- Peggy Seeger
- The Serendipity Singers
- Simon & Garfunkel
- Patrick Sky
- Rosalie Sorrels
- Ellen Stekert
- The Tarriers
- Artie Traum
- Happy Traum
- Ian and Sylvia
- Eric Von Schmidt
- The Washington Squares
- Doc Watson
- Gillian Welch
- Hedy West
- Robin and Linda Williams
- Glenn Yarborough

### Mánagers
- Albert Grossman
- Harold Leventhal
- Victor Maymudes
- Fred Weintraub
- Frank Werber

### Lugares
- The Bitter End
- Cafe Au Go Go
- Caffè Lena
- Cafe Wha?
- Club Passim
- Eighth Step Coffee House
- Gate of Horn
- Gerdes Folk City
- The Gaslight Cafe
- Hungry i
- The Ice House (club de comedia)
- The Main Point
- The Purple Onion
- Shaker Village Work Group
- The Tin Angel
- The Troubadour
- Village Vanguard

### Publicaciones periódicas
- Broadside
- People's Songs
- Sing Out!